# 土居廓中

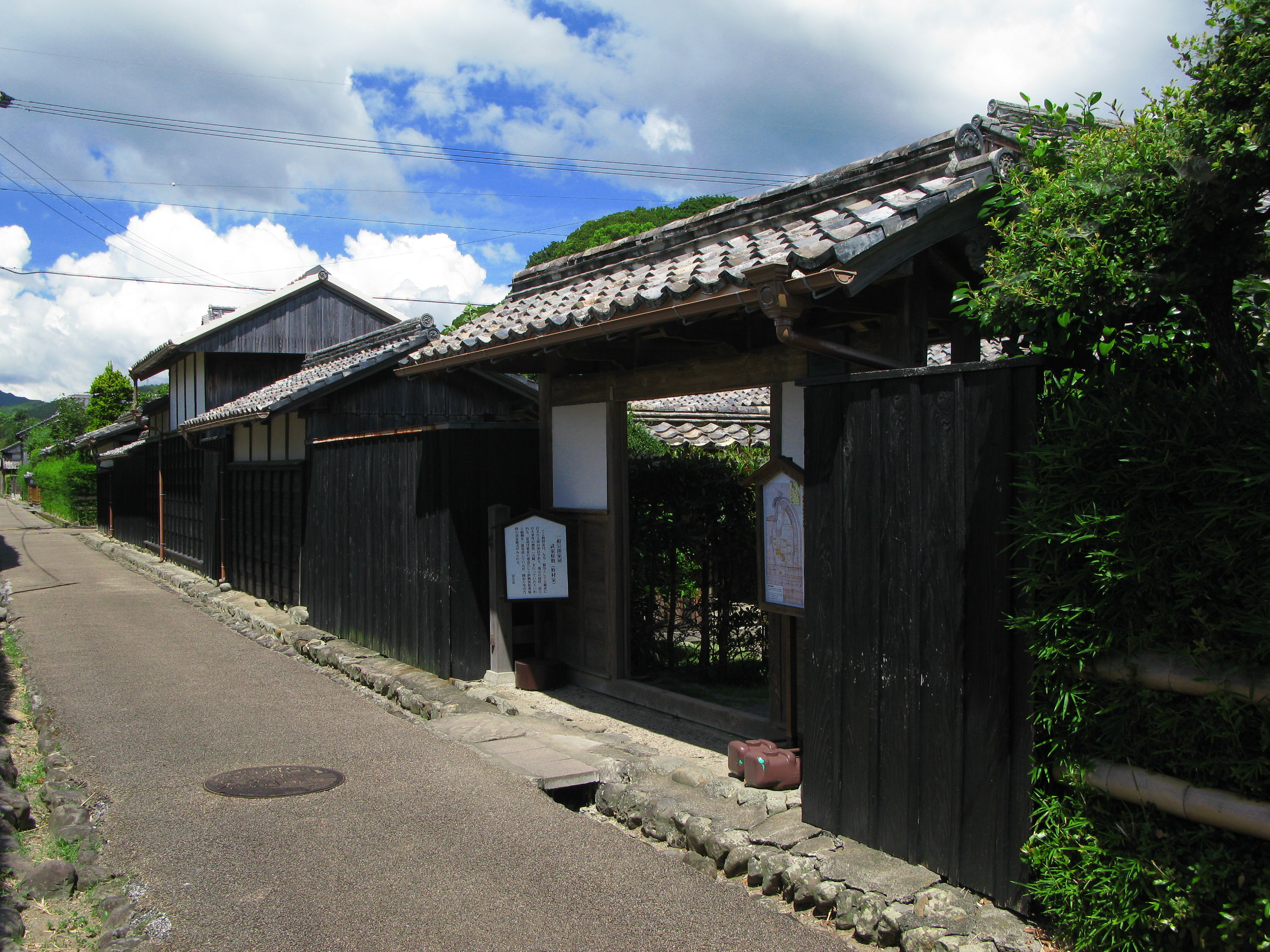
土居廓中武家屋敷 野村家

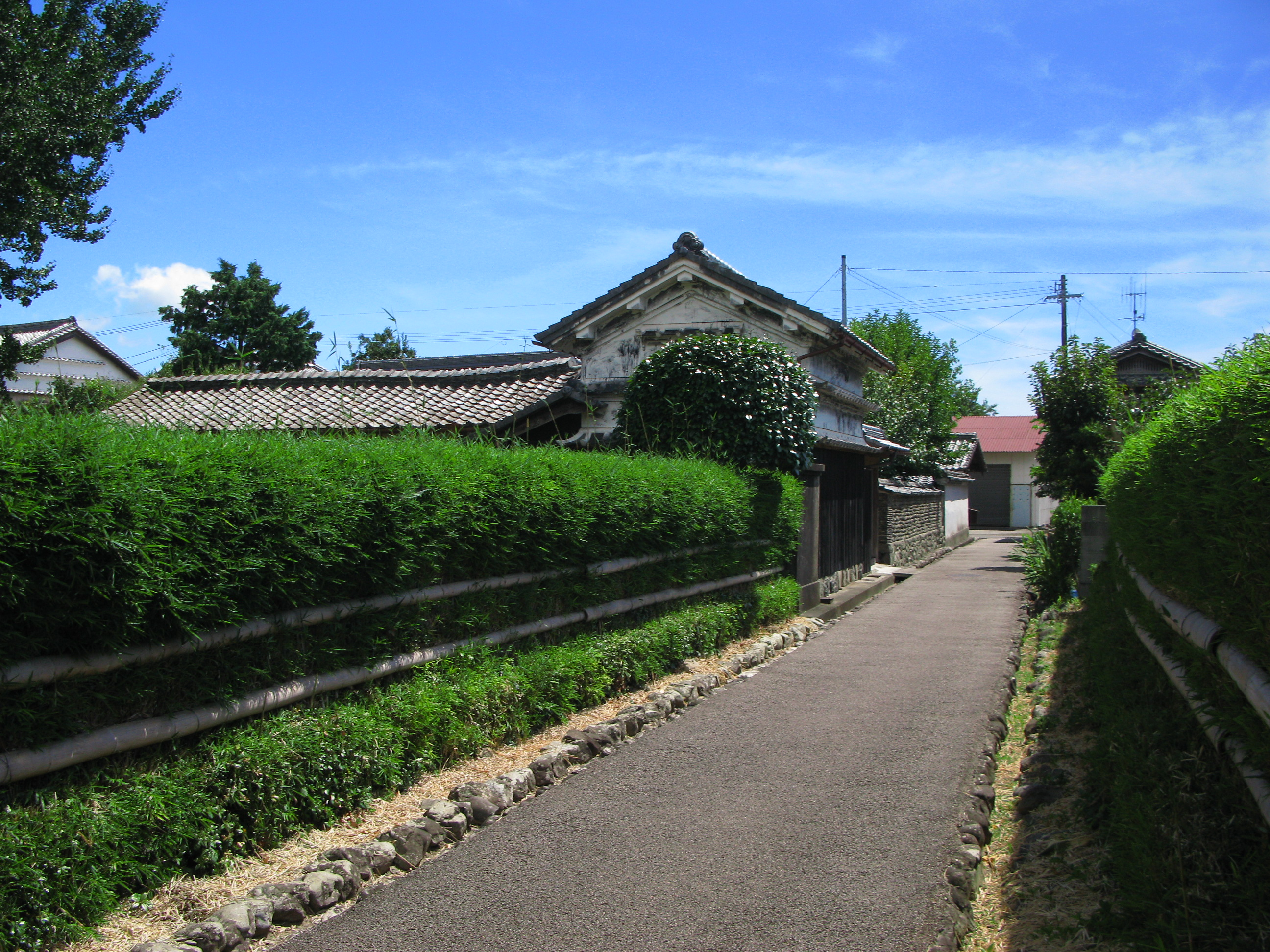
土居廓中武家屋敷 土用竹の生垣

土居廓中（どいかちゅう）は、高知県安芸市にある日本風景街道のひとつで、この場合の街道とは特定の道を指す物ではなく、その地域ならではの自然・文化を活かし、景観の向上・地域活性化・観光振興などを行うとりくみのこと。伝統的な武家屋敷を中心として歩くことを主体とした歴史と文化にふれあえる道の創出・再発見をすることを目的とする。

## 概要
「土居廓中」は、2007年（平成19年）11月、国土交通省の日本風景街道に登録されたもので、2015年現在、四国に15ある風景街道のひとつ。国道55号、高知県道213号線を中心とした、安芸市内が中心。

## 沿道の見所
- 野良時計
- 武家屋敷

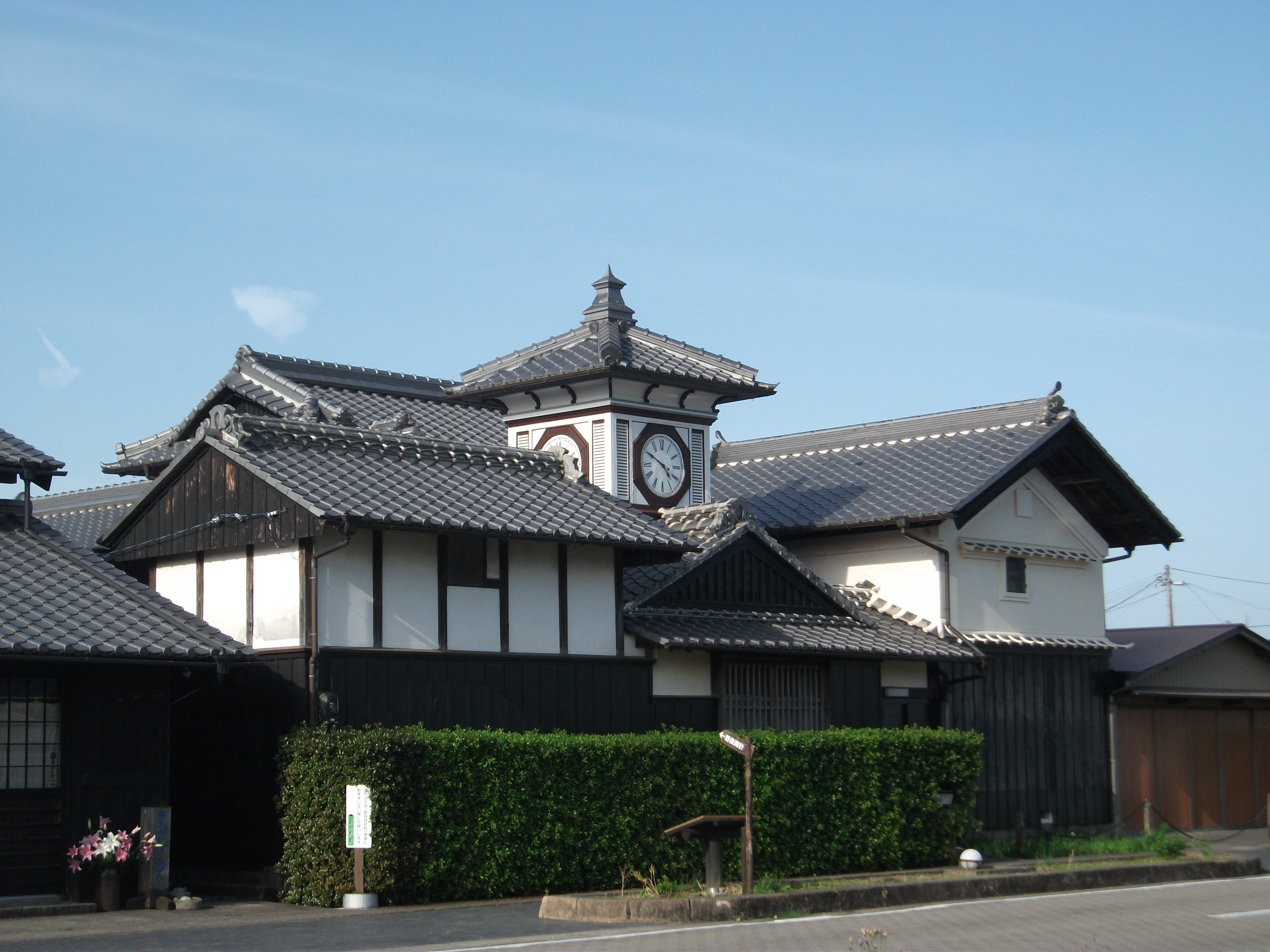
土居廓中 野良時計

  - 土佐藩の家老であった五藤家安芸屋敷などの武家屋敷があり、ウバメ樫や土用竹の生垣は、土佐では武家のみにゆるされていたといわれている[1]。
  - 2012(平成24)年7月9日に国選定の重要伝統的建造物群保存地区(武家町）として指定された[2]。
- 岩崎弥太郎生家
  - 三菱グループの創始者の生家で庭には、日本列島を模してつくられたという石組みがある[1]。
- 弘田龍太郎歌碑
- 元親山浄貞寺
  - 戦国時代にこの地を統治していた安芸氏の菩提寺[1]。
- 安芸市立書道美術館
  - 全国初の公立書道美術館として1982年10月に開館[1]。

## 沿道の行事
- 安芸全国書展高校生大会
  - 2003年から始まった。全国の高校生が対象。[3]

## 活動主体
- 歴史と文化にふれる歩くみちづくり懇談会[1]。